# Henrik Snakenborg (riddare)
Henrik Snakenborg, född på 1300-talet, död på 1400-talet, var en svensk riddare.

## Biografi
Henrik Snakenborg var son till riddaren och hövitsmannen Gerhard Snakenborg och Cristina Bengtsdotter (Bielke). Han var från 1401 till 1402 riddare och nämns som avliden 1413.

### Familj
Han var gift och fick med sin fru barnen Elin Henriksdotter (död senast 1455) som var gift med Johan Ärengislesson (Gädda) och Peder Johansson (Bååt)
och eventuellt Henrik Snakenborg (omnämnd 1433).